# Бойну Къзъл
Бойну Къзъл (на гръцки: Τρίλοφο, Трилофо, катаревуса: Τρίλοφον, Трилофон, Γέροντας, Геронтас) е ниска планина в източно Кавалско, Гърция. На практика е югоизточен дял на Урвил (Чалдаг).

## Описание
Планината е разположена в източната част на Кавалско между селищата Герондас (Бойну Къзъл, 140 m), Заркадия (Караджилар, 150 m) и Стенотопос (Баракли, 180 m). От масива Кестени (Кастаниес) на запад се отделя от прохода (320 m) Деде (Агиовуни).
Скалите на пранината са мрамори. Лесно изкачване до върха става от прохода Деде, през който минава пътят Заркадия (Караджилар) – Макрихори (Узункьой).

## Върхове
| Име          | Име       | Височина | Местоположение                                             |
| ------------ | --------- | -------- | ---------------------------------------------------------- |
| Бойну Къзъл  | Τρίλοφο   | 554 m    | СЗ от Герондас (Бойну Къзъл) и ЮИ от Заркадия (Караджилар) |
| Кендик       |           | 481,8 m  | С от Заркадия (Караджилар)                                 |
| Коникикорифи |           | 473 m    | С Герондас (Бойну Къзъл)                                   |
| Ксеровуни    | Ξεροβούνι | 356,6 m  | СИ Герондас (Бойну Къзъл)                                  |